# Islas Lérins
Las islas de Lérins (en francés: Îles de Lérins) son un grupo de cinco islas del Mediterráneo frente a la Riviera francesa, cerca de Cannes. Las dos islas más grandes de este grupo son la isla de Sainte-Marguerite (Santa Margarita) y la isla Saint-Honorat (San Honorato). Las más pequeñas son Îlot Saint-Ferréol (Islote de San Ferrol) y el Îlot de la Tradelière (islote de Tradeliere) están deshabitados.
Durante la Guerra de los Treinta Años, España estuvo en posesión de las islas entre septiembre de 1635 y mayo de 1637, y construyó o reedificó cuatro fortalezas en Santa Margarita.
Administrativamente, las islas pertenecen a la comuna de Cannes del departamento de Alpes Marítimos, en la región de Provenza-Alpes-Costa Azul.